# أرنولد شوارتز
أرنولد شوارتز (بالدنماركية: Arnold Schwartz)‏ هو مجدف دنماركي، ولد في 11 مارس 1901 في Sakskøbing ‏ في الدنمارك، وتوفي في 24 ديسمبر 1975 في Maribo ‏ في الدنمارك.

## وصلات خارجية
- أرنولد شوارتز على موقع الاتحاد الدولي للتجديف (الإنجليزية)
- أرنولد شوارتز على موقع أوليمبيديا (الإنجليزية)